# Pflasterzollhäusl

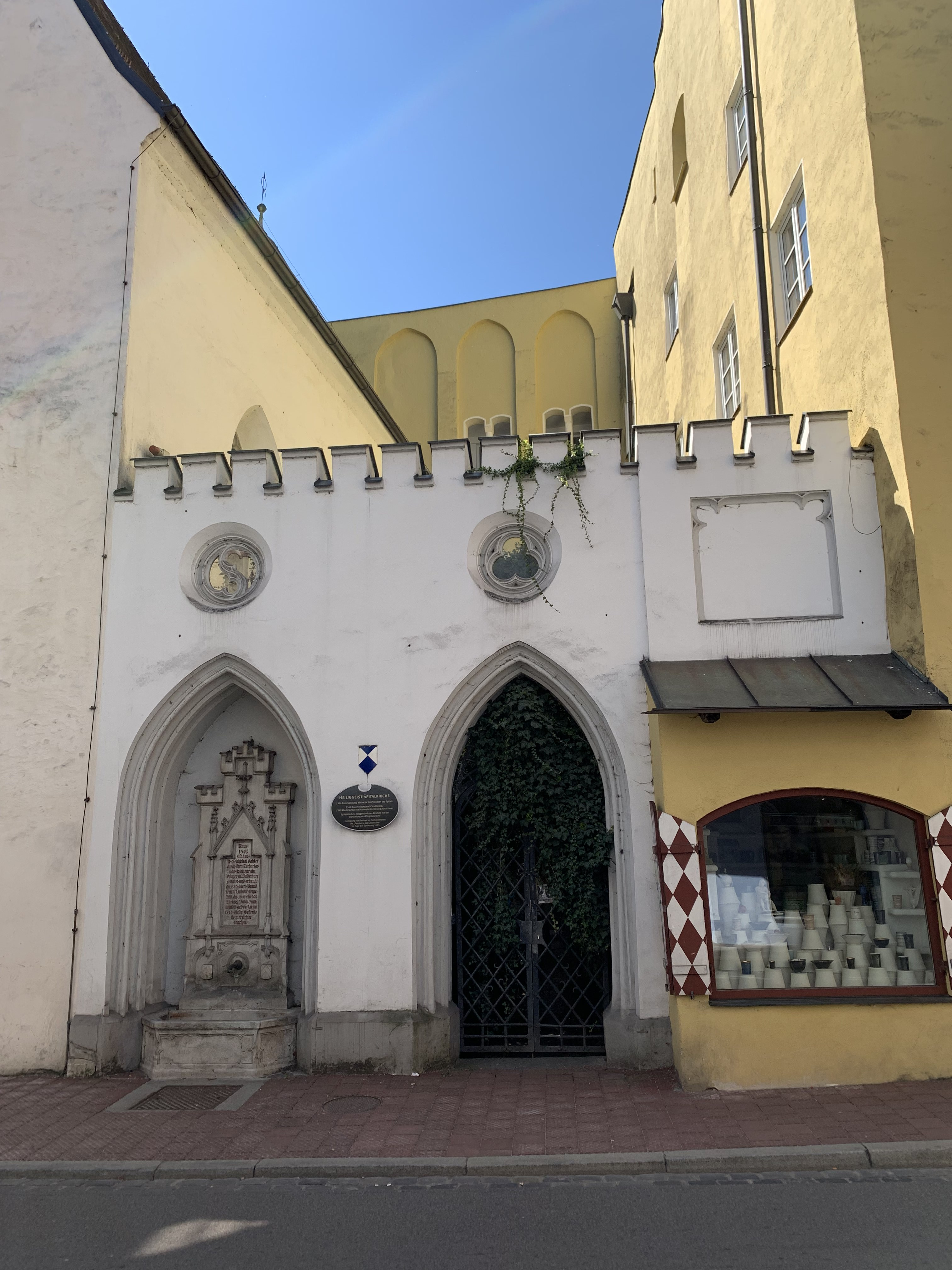
Pflasterzollhäusl unten rechts

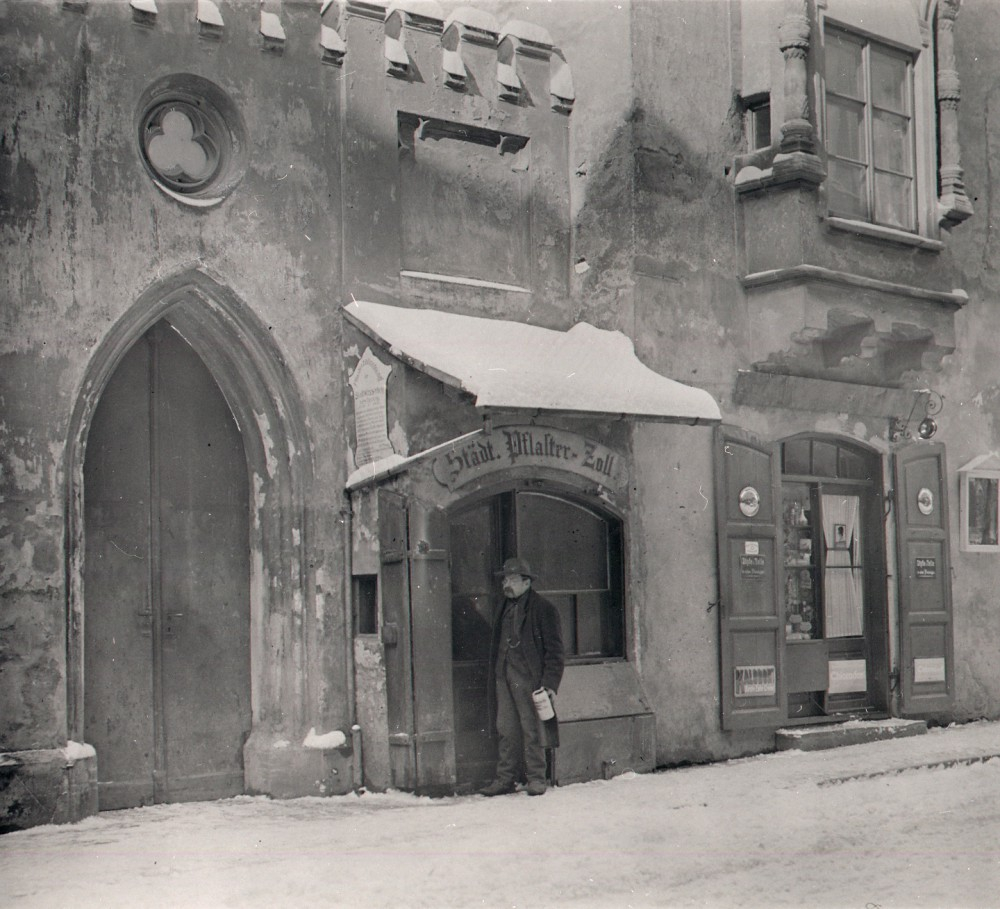
Pflasterzollhäusl mit Aufschrift, um 1910 (Foto Stadtarchiv Wasserburg am Inn)

Das Pflasterzollhäusl in Wasserburg am Inn, einer Stadt im oberbayerischen Landkreis Rosenheim, ist ein ehemaliges kleines Zollhaus an der Bruckgasse, direkt neben der ehemaligen Heilig-Geist-Spitalkirche.
Wo ehemals die Zollstelle an der Brücke war, befindet sich heute ein Schaufenster einer Töpferei. In Richtung München gab es eine weitere Zollstelle am Köbingerberg.
Der Zöllner hatte den Pflasterzoll zu kassieren. Noch 1925 erhob die Stadt für jedes Pferd, welches das städtische Pflaster betrat, 10 Pfennig Zoll. In der Stadtratssitzung vom 24. Oktober 1919 wurde wie folgt beschlossen: „Lastkraftwagen zahlen 1 Mark, Personenkraftwagen zweisitzig 1 Mark, mehr als zweisitzig 2 Mark.“